# Verklärungskathedrale (Toljatti)

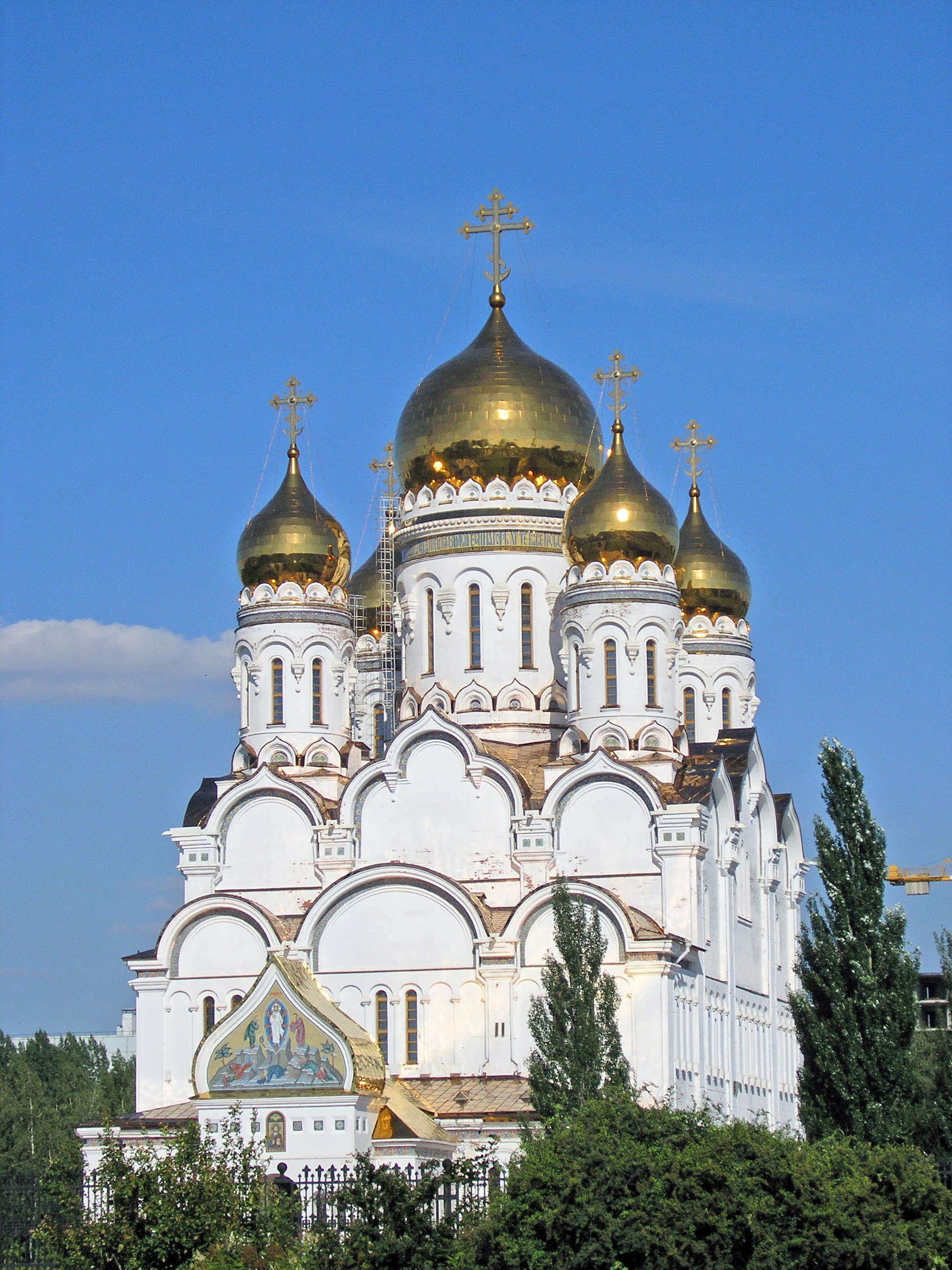
Die Verklärungskathedrale in Toljatti

Die Verklärungskathedrale (russisch Спасо-Преображенский собор) ist eine russisch-orthodoxe Kathedrale in der Stadt Toljatti in Russland. Erbaut wurde die Kathedrale, die der Verklärung des Herrn geweiht ist, von 1996 bis 2002.

## Geschichte
Der Bau der Kathedrale wurde während des Augustputschs 1991 beschlossen. Zudem sollten eine Taufkirche und ein Glockenturm errichtet werden. Ursprünglich war geplant, die Verklärungskathedrale am Ufer der Wolga und damit am Rand der Stadt zu bauen. Man entschied sich dann aber für den Standort in einem Wohngebiet.
Die Bauarbeiten begannen 1992 mit der Errichtung der Taufkirche zu Ehren Johannes des Täufers. Der Bau der Kathedrale der Verklärung des Herrn begann im Jahr 1996 und wurde 2002 vollendet. Sie wurde am 19. August 2002 durch den Erzbischof von Samara und Sysran geweiht. Bauherr und Geldgeber war der in Toljatti beheimatete Automobilhersteller AwtoWAS.
Seit mehreren Jahren wird am letzten Teil der Kathedrale gebaut, dem Glockenturm. Dieser soll nach seiner Fertigstellung eine Höhe von 76 Metern erreichen.

## Architektur
Entworfen wurde die Kathedrale vom Moskauer Architekten Dmitri Sergejewitsch Sokolow in Zusammenarbeit mit drei in Toljatti ansässigen Unternehmen, darunter auch AwtoWAS.
Auf einer Gesamtfläche von knapp 2800 Quadratmetern finden ungefähr 3000 Personen Platz. Die Höhe bis zum Kreuz auf der Mittelkuppel beträgt 62 Meter. Diese und die vier kleineren Kuppeln sind vergoldet und mit rostfreiem Stahl abgedeckt. Die größte wiegt 26 Tonnen.
Im Inneren des Gebäudes befindet sich ein Altar zu Ehren der Verklärung des Herrn. Die Ikonostase ist 15 Meter hoch. Die Beleuchtung des Innenraums erfolgt durch 13 Kronleuchter, von denen der größte knapp zehn Meter hoch ist.
Der Boden besteht aus Mosaiken, für die zwölf verschiedene Arten von Marmor verwendet wurden. Lokale Juweliere fertigten für die Kathedrale 16 Ikonen in silbernen Rahmen an.